# Carlos Colón
Carlos Colón (eigentlich: Carlos Edwin Colón Gonzalez; * 18. Juli 1948 in Santa Isabel, Puerto Rico) ist ein puerto-ricanischer Wrestlingveranstalter und ehemaliger Wrestler.

## Leben
Colón wuchs mit 6 Geschwistern im ländlichen Süden von Puerto Rico auf. 1961 wanderte seine Familie in die USA aus. In Brooklyn begann er mit dem Wrestlingtraining und durfte im Februar 1966 sein erstes Match in Boston gegen Bobo Brazil bestreiten. Colón zog nach Montreal und wrestlete in den folgenden Jahren in der World-Wide Wrestling Federation (heute WWE, damals im Nordosten der USA beheimatet), in Oregon und in Kanada, wo er bei Stampede Wrestling erstmals Titel erringen durfte.

### World Wrestling Council
1973 kehrte Colón nach Puerto Rico zurück. Das dortige Wrestling wurde zu jener Zeit von der L&G Promotion des aus Florida stammenden Promoters Clarence Luttrell dominiert, der fast ausschließlich mit US-amerikanischen Wrestlern arbeitete. Colón erkannte die Marktlücke, die sich durch Wrestlingshows mit heimischen Wrestlern bot, und gründete gemeinsam mit Victor Jovica und Robert James Marella, den er aus seiner Zeit bei der WWWF kannte, Capitol Sports Promotions. Unter dem Namen World Wrestling Council veranstalteten sie Wrestlingshows mit puerto-ricanischen Wrestlern wie José Miguel Pérez, Hércules Ayala und Colón selbst, der mit insgesamt 65 Titelgewinnen das absolute Aushängeschild des WWC wurde. Dazu profitierte man von regelmäßigen namhaften Gaststars wie Bruiser Brody, Abdullah the Butcher, Randy Savage oder Harley Race, dessen Match gegen Colón im Oktober 1983 32.000 Zuschauer anlockte.
Am 6. Januar 1983 besiegte Carlos Colon Ric Flair im Kampf um dessen NWA-Weltmeistertitel, was aber außerhalb der Karibik nicht anerkannt wurde, In einem Rückmatch im gleichen Monat soll Flair Colon noch einmal besiegt haben. Unklar ist, ob das Rückmatch stattgefunden hat oder ob es sich um ein Phantommatch gehandelt hat. Im Nachgang wurde ein erneutes Rematch angekündigt, das in einem Steel Cage stattfinden sollte. Jedoch ging es nicht um den NWA-Titel, sondern Flair forderte Colón zu einem Match um den „Undisputed Champion of the Universe“ heraus. Colón durfte klar gewinnen und krönte sich zum Universal Champion.  So kam die vorher als WWC World Heavyweight Championship  bezeichnete Titel zu seinem heutigen Namen, der WWC Universal Heavyweight Championship. Insgesamt hielt er den Titel 26 mal über einen Zeitraum von insgesamt 3945 Tagen.
Besonders berühmt wurde Colón mit seinen Matches gegen Abdullah the Butcher, die zu den blutigsten der damaligen Zeit gehörten. Insgesamt trug er über 70 Narben davon. Als Promoter geriet Colon ins Schlingern, nachdem Bruiser Brody 1988 infolge eines Streits vom Booker José Gonzales erstochen wurde und das WWC eine Aufklärung des Falls verhinderte. Hiernach mieden zahlreiche US-Wrestler die Liga. Allerdings gelang es später, die Liga wieder zu stabilisieren.
Am 24. Januar 1993 hatte Colón einen Auftritt für die WWF beim Royal Rumble.

### Nach der aktiven Wrestlingkarriere
Nach dem Royal Rumble beschloss Colón seine aktive Karriere zu beenden. Obwohl sein offizieller Abschied vom Wrestling erst am 19. Juli 2008 erfolgte, kümmerte er sich nach 1993 vor allem um seinen Hob als Promoter und die Förderung seiner Söhne Carlos Edwin jr., besser bekannt als Carlito, und Edwin Carlos, besser bekannt als Primo. Beide erreichten zunächst bei WWC Erfolge und kamen dann auch in der WWE unter, wobei Carlito erfolgreicher wurde, als sein Bruder.
Am 8. September 2012 kehrte er aus dem Ruhestand zurück und wrestlete mehrere Matches für seine Promotion. Seitdem hatte er immer mal wieder einzelne Matches.
Gerüchte, er würde in die WWE Hall of Fame aufgenommen, gab es einige. Seine Aufnahme verzögerte sich immer wieder, gerüchteweise auch wegen der Geschichte um Bruiser Brody, aber auch weil er letztlich nur einen Auftritt zur WWF-Zeit hatte. Letztlich wurde er 2014 schließlich in die Hall of Fame aufgenommen.

## Familie
Colóns Söhne Carlos Edwin jr., besser bekannt als Carlito, und Edwin Carlos, besser bekannt als Primo, seine Tochter Stacy und sein Neffe Orlando, bekannt als Epico, traten allesamt in seine Fußstapfen und durften ebenfalls beim World Wrestling Council zahlreiche Titelgewinne feiern. Er brachte sie alle auch für eine gewisse Zeit in der WWE unter, wo insbesondere Carlito recht erfolgreich wurde.

## Erfolge
- Funking Conservatory
  - FC Tag Team Championship (1×) – mit Eddie Colón
- International World Class Championship Wrestling
  - IWCCW Heavyweight Championship (1×)
- Stampede Wrestling
  - NWA International Tag Team Championship (Calgary version) (1×) – mit Gino Caruso
- Pro Wrestling Illustrated
  - # 39 der 500 besten Einzelwrestler der PWI Years 2003.
- World Wrestling Council
  - WWC World/Universal Heavyweight Championship (26×)
  - NWA World Heavyweight Championship (1x) (von der NWA nicht anerkannt)
  - WWC North American Heavyweight Championship (8×)
  - WWC Puerto Rico Championship (9×)
  - WWC North American Tag Team Championship (11×) – mit Miguel Perez (2), Jose Rivera (2), Gino Caruso (1), Bob Ellis (1), Victor Jovica (1), Chief Thunder Cloud (1), Huracán Castillo (1), Eric Froelich (1) und Invader I (1)
  - WWC World Junior Heavyweight Championship (3×)
  - WWC World Tag Team Championship (3×) – with Jose Rivera (1), Pedro Morales (1) und Invader I (1)
  - WWC Television Championship (4×)
  - WWC Hardcore Championship (2×)
- Wrestling Observer Newsletter
  - Wrestling Observer Newsletter Hall of Fame (Class of 2015)[19]
- WWE
  - WWE Hall of Fame (Class of 2014)